# Porc de Vic
El porc de Vic és una raça de porcs pròpia de la zona d'Osona.

## Història
Probablement el seu origen sigui la fusió del ja extingit porc català i de races foranes com el Large White o el porc de Yorkshire a principis del segle xx.
Actualment es dediquen molt a fer embotits tals com butifarres, llonganisses o fuets.

## Característiques
- Capa de color blanc
- Cap de forma allargada.
- Orelles estretes i llargues enfocades cap endavant.
- Cua de naixement baix.
- Costellam alt i pla.
- Poca precocitat en el creixement.
- Elevada prolíficitat.
- Elevada producció làctica.
- Alt contingut en greix, arribant a fer més de 10 centímetres de cotna.
- Ventre recollit.
- Pes comparativament petit.
- Extremitats altes.
- Potes que no donen per a fer molt de pernil.